# Buněčná migrace

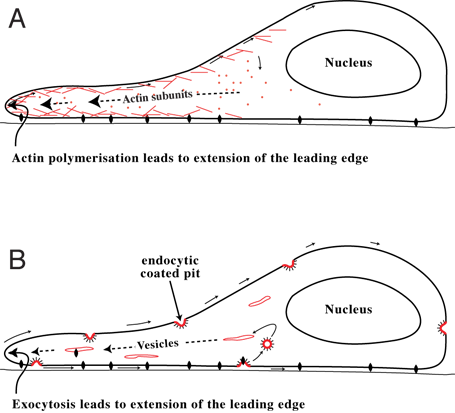
Dva způsoby, jak může docházet k pohybu buňky po podkladu: (A) polymerace aktinu na přední straně (B) exocytóza váčků na přední straně

Buněčná migrace je aktivní pohyb buněk po pevné podložce v rámci mnohobuněčného těla. Je jí teoreticky schopna většina (lidských) buněk, např. fibroblasty se mohou pohybovat rychlostí až 1,2 µm/min, ale např. spermie dokonce mnohem rychleji (2000 µm/min). Mechanismem pohybu je cílené přestavování cytoskeletu - na zadním konci se řízeně rozkládají aktinová filamenta a mikrotubuly, zatímco na konci předním dochází k polymeraci aktinu (za pomoci profilinu). Dále však pohybu buňky vpřed zřejmě napomáhá i endocytóza váčků na zadní straně buňky a jejich cílené přemísťování na přední stranu a dále také odpovídající iontová výměna (aby docházelo k výdeji vody na zadním konci a příjmu na předním konci). Buněčná migrace je zcela zásadní např. pro takové procesy, jako je hojení ran (díky migraci fibroblastů k ráně), embryonální vývoj (v rámci kterého dochází k mohutné migraci), imunitní obrana (např. neutrofily přechází skrz cévní stěnu do místa infekce). Patologická buněčná migrace však je i příčinou metastáz nádorových onemocnění.